# Franco Donatelli
Franco Donatelli (Alessandria, 13 marzo 1925 – Milano, 15 novembre 1995) è stato un fumettista e illustratore italiano; dopo Gallieno Ferri, è stato il principale disegnatore della serie western Zagor.

## Biografia
Esordì come disegnatore di fumetti, grazie a Luciano Bertasi, suo compagno di scuola, fratello di Tea Bonelli, moglie di Gianluigi Bonelli che nel 1940 era l'editore delle rivista a fumetti L'Audace sul quale realizza vari episodi della serie Furio Almirante, inchiostrati da Mario Faustinelli. Collabora anche con alcuni settimanali per realizzare copertine o illustrazioni. Lavora per qualche tempo in uno studio pubblicitario e frequenta l'Accademia di Brera.
Dal 1946 al 1952, usando come pseudonimo Frank Well, disegna Mistero (testi di Leonello Martini), pubblicate sulla collana Albo Victory dell'editore Giuseppe Ponzoni.
Nello stesso periodo si occupa di campagne pubblicitarie, fra cui quella per Galbani, e contribuisce a diverse testate a fumetti fra cui Albi dell'Intrepido per la Casa Editrice Universo, Mandrake della Casa Editrice Nerbini, alcuni western per le Edizioni Alpe e un episodio della serie Amok per Agostino Della Casa della Dardo, editore per il quale disegna, nel 1952, anche l'ultimo albo della serie Calam la pantera del west creata l'anno prima da Sandro Angiolini.
Nel 1948 torna alle Edizioni Audace per disegnare episodi della striscia La Pattuglia dei Senza Paura di Roy D'Amy oltre a realizzare oltre un centinaio di copertine della serie Piccolo Ranger. In questo periodo realizza anche numerosi episodi del western Sitting Bull per Della Casa, oltre alle serie Kansas Kid e Burma editi dalla Cremona Nova (entrambi, testi di Angelo Saccarello). 
Negli anni cinquanta collabora con lo pseudonimo Donatel con la testata francese Paris Jour che gli commissiona illustrazioni a tempera; inoltre produce albi a fumetti di genere bellico e poliziesco per il mercato inglese, realizza copertine per Albi Salgari e illustrazioni per varie collane di libri degli editori Mursia, Cappelli, Sonzogno e Rizzoli. Nello stesso periodo disegnò le serie western Red Boy e Red Sheriff.
Nel 1961 crea graficamente Radar, per la testata Piccolo Sceriffo e, sempre negli anni sessanta, realizza molte storie di Pecos Bill, entrambi per di Tristano Torelli.
Nel 1965 Donatelli riprende la collaborazione con la Bonelli entrando nello staff della serie Zagor, esordendo nella serie nel 1967 e proseguendo fino al 1995, anno della sua morte.
Dopo due brevi storie pubblicate nella Collana Rodeo, "Anubi" e "Voudou", Bonelli gli affida nel 1975 anche l'ideazione grafica del personaggio di Mister No, che Donatelli realizza fin dal 1971, ispirandosi al volto di Steve McQueen, anche se sarà Gallieno Ferri a disegnarne il primo numero nel 1975; Donatelli realizzerà sei numeri della serie. 
Realizza le copertine di Gordon e Maschera Nera per la Corno.
Morì nel 1995; venne seppellito nel cimitero di Lambrate, a Milano.